# Buenos Aires Rock
 Buenos Aires Rock es una película de Argentina filmada en Eastmancolor dirigida por Héctor Olivera sobre su propio guion escrito en colaboración con Daniel Ripoll que se estrenó el 20 de enero de 1983 y tuvo la participación de intérpretes importantes del rock nacional.

## Sinopsis
Documental con escenas parciales de los recitales B.A.Rock que se llevaron a cabo en el Estadio de Obras Sanitarias durante cuatro sábados del mes de noviembre de 1982.

## Reparto
Intérpretes
- Piero …Él mismo
- David Lebón …Él mismo
- Luis Alberto Spinetta …Él mismo
- Litto Nebbia …Él mismo
- León Gieco …Él mismo
- Alejandro Lerner …Él mismo
- Raúl Porchetto …Él mismo
- Miguel Cantilo …Él mismo
- Héctor Starc …Él mismo
- Luis Sandrini …Imagen de archivo de El profesor patagónico
- Rubén Rada …Él mismo

Bandas
- Los Abuelos de la Nada: Miguel Abuelo, Andrés Calamaro, Cachorro López, Daniel Melingo, Gustavo Bazterrica, Polo Corbella.
- La Torre: Patricia Sosa, Carlos García López, Gustavo Giles, Luis Muscolo, Oscar Mediavilla, Ricardo Giles.
- Riff: Boff Serafine, Pappo, Vitico, Michel Peyronel.
- V8: Alberto Zamarbide, Gustavo Rowek, Osvaldo Civile, Ricardo Iorio.
- Orion's: Román Bar, Adrián Bar, Alberto Varak, Horacio Várbaro, José Luis González.

## Autoría de los temas musicales
- Litto Nebbia: El rey lloró + Sólo se trata de vivir
- Luis Alberto Spinetta: Rutas argentinas + Maribel se durmió
- Patricia Sosa: Colapso nervioso
- Oscar Mediavilla: Colapso nervioso
- Alberto Zamarbide: Parcas sangrientas
- Gustavo Rowek: Parcas sangrientas
- Osvaldo Civile: Parcas sangrientas
- Ricardo Iorio: Parcas sangrientas
- Piero: Coplas de mi país + Manso y tranquilo
- José Tcherkaski: Coplas de mi país
- Daniel Manzini: Manso y tranquilo
- Cachorro López: Ir a más
- Miguel Abuelo: Ir a más
- Adrián Bar: Hasta que salga el sol
- Román Bar: Hasta que salga el sol
- Rubén Rada: Blumana
- Miguel Cantilo: Marcha de la bronca + Los sueños de la cultura + Gente del futuro
- León Gieco: Pensar en nada + La cultura es la sonrisa + Sólo le pido a Dios
- Alejandro Lerner: Almuerzos con amor + El increíble Isaac
- Michel Peyronel: Pantalla del mundo nuevo
- Raúl Porchetto: Algo de paz
- Aníbal Forcada: Canción de los plomos

## Temas musicales aparecidos en el film
- El rey lloró, por Piero, Miguel Cantilo, Raúl Porchetto y León Gieco.
- Rutas argentinas, por David Lebón, Héctor Starc y banda.
- Colapso nervioso, por La Torre.
- Parcas sangrientas, por V8.
- Sólo se trata de vivir, por Litto Nebbia.
- Coplas de mi país + Manso y tranquilo (con partes de Para el pueblo lo que es del pueblo), por Piero con Prema.
- Hasta que salga el sol, por Orion's.
- Ir a más, por Los Abuelos de la Nada.
- Blumana, por Rubén Rada y banda.
- Maribel se durmió, por Spinetta Jade.
- Marcha de la bronca, por Pedro y Pablo.
- Pensar en nada, por León Gieco.
- Almuerzos con amor, por Alejandro Lerner.
- Los sueños de la cultura, por Cantilo y Punch.
- Pantalla del mundo nuevo, por Riff.
- Algo de paz, por Raúl Porchetto.
- Canción de los plomos + La cultura es la sonrisa, por León Gieco.
- Gente del futuro + Sólo le pido a Dios, por Piero, Miguel Cantilo, Raúl Porchetto y León Gieco.

## Comentarios
Hugo Paredero  en Humor opinó:

«B.A.Rock es una de música, allí vamos a coincidir los comentaristas. La única preocupación argumental, consistió en filmar los cuatro sábados que B.A.Rock funcionó…no presenta cinematográficamente más que dos o tres hallazgos interesantes, primero el carácter testimonial…luego los estéticos imaginativos bomboncitos marca Renata Schusseim y ciertas virtudes del montaje…en las dos últimas canciones.»

Manrupe y Portela escriben:

«No profundiza en el fenómeno a pesar de tratar de mostrar la parte comprometida de letras y autores en una demostración del oportunismo de Aries en la etapa de la predemocracia. El fragmento de El profesor patagónico con Luis Sandrini para la presentación de Piero parece más un error de proyección que un efecto narrativo.»